# HD 183339
HD 183339，又名BD+57 1999，SAO 31652、HR 7401，是一颗恒星，视星等为6.6，位于銀經89.43，銀緯18.45，其B1900.0坐标为赤經19h 23m 58.2s，赤緯+57° 18.45′ 32″。